# 須田明夫
須田 明夫（すだ あきお、1947年7月8日 -）は、日本の外交官。

## 人物・経歴
東京都生まれ。東京大学法学部在学中に外務公務員採用上級試験に合格。1971年（昭和46年）外務省に入省。米国研修を経て、書記官としてインドネシア、大韓民国、イギリスに在勤。本省ではアジア局、条約局、北米局、大臣官房に勤務。
条約局国際協定課長、情報調査局分析課長、駐カナダ公使、駐オーストラリア公使、内閣府遺棄化学兵器処理担当室長を経て、2001年4月から国際協力事業団総務部長。2003年スリランカ駐箚特命全権大使。2006年国際テロ対策担当大使。
2009年軍縮会議日本政府代表部大使。2011年11月8日退官。2012年4月1日東京大学公共政策大学院客員教授。

## 同期
- 海老原紳（08年駐イギリス大使）
- 橋本逸男（09年東北大学公共政策大学院教授・04年駐ブルネイ大使・02年駐ラオス大使）
- 赤阪清隆（07年国際連合事務次長）
- 桂誠（07年駐比大使・04年駐ラオス大使）
- 楠本祐一（11年関西担当大使・09年駐ポーランド大使・04年駐ウズベキスタン大使）
- 島内憲（06年駐ブラジル大使・04年駐スペイン大使）
- 小島高明（10年国際テロ対策担当担当大使・07年駐オーストラリア大使・04年駐シンガポール大使）
- 横田淳（12年経済担当大使兼イラク復興支援等調整担当大使・09年駐ベルギー大使・06年国際貿易・経済担当大使・04年駐イスラエル大使）
- 三田村秀人（10年駐ニュージーランド大使・07年駐ザンビア大使）
- 清水訓夫（09年防衛大学校教授・05年駐アルジェリア大使）
- 野呂元良（08年駐マラウイ大使）
- 皆川一夫（11年駐ウガンダ大使）
- 佐藤正晴（12年駐ニカラグア大使）